# Ion Besoiu
Ion Besoiu (Sibiu, 11 marzo 1931 – Bucarest, 18 gennaio 2017) è stato un attore rumeno, vincitore di un Premio Gopo.

## Biografia
Debutta nel 1952 con il film Extra. In seguito è protagonista di numerosi film: Setea e Gateau. Nel 1971 interpreta Sigismund Báthory nel film L'ultima crociata, una delle pellicole più famose rumene.

## Filmografia parziale
- La sete (Setea), regia di Mircea Drăgan (1960)
- Gateau
- L'ultima crociata, regia di Sergiu Nicolaescu (1971)

## Riconoscimenti
- Premio Gopo
  - 2011 – Premio alla carriera